# Lo scemo e il villaggio
Lo scemo e il villaggio è un album musicale dei Delirium uscito nel 1972.

## Descrizione
Il secondo concept album dei Delirium viene pubblicato nel 1972, quando il leader del gruppo Ivano Fossati decide di intraprendere la carriera solista, e viene sostituito da Martin Frederick Grice ottimo fiatista ma limitato sia nel canto sia nella composizione. L'album conserva l'indiscutibile perizia tecnica dei primi Delirium, i quali erano degli appassionati cultori di jazz, ma il vuoto lasciato dal leader si nota molto nei brani cantati, dove si sente la mancanza dell'incisività della voce imposta da Fossati nel primo album. Mentre per quanto riguarda i temi musicali hanno effettivamente quell'impronta jazz e, se non fosse per l'assenza di Fossati, potrebbero benissimo essere ricondotti alla qualità di Dolce acqua.

## Tracce
1. Villaggio – 5:19
2. Tremori antichi – 2:24
3. Gioia, disordine, risentimento – 7:20
4. La mia pazzia – 3:29
5. Sogno – 5:49
6. Dimensione uomo – 4:38
7. Culto disarmonico – 3:47
8. Pensiero per un abbandono – 4:38

Durata totale: 37:24

## Formazione
- Martin Frederick Grice - sassofono, flauto, cori
- Mimmo Di Martino - chitarra acustica, voce solista (4, 6, 8), cori
- Marcello Reale - basso, contrabbasso, cori
- Peppino Di Santo - batteria, percussioni, gong, voce solista (2), cori
- Ettore Vigo - tastiere, organo, cori